# Nikolaj Voronov
Nikolaj Nikolajevitj Voronov, född 5 maj 1899 i S:t Petersburg, död 28 februari 1968 i Moskva, var en sovjetisk militär ledare och chefsmarskalk för artilleriet.

## Biografi
Voronov var son till kontoristen Nikolai Terentyvich Voronov och Valen Voronov. Efter revolutionen 1905 blev hans far arbetslös på grund av sina sympatier för ryska socialdemokratiska arbetarpartiet. Den 30 november 1908 begick hans fattiga mor självmord genom att ta cyanid. Voronov hoppade av en privatskola år 1914 på grund av ekonomiska problem och 1915 fick han arbete som sekreterare hos en advokat.

### Militär karriär
I mars 1918 anslöt sig Voronov till Röda armén. Samma år avslutade han 2:a artillerikursen i Petrograd, varefter han blev plutonchef i en haubitsbataljon i Petrograd. Som en del av 15:e armén deltog han i strider i närheten av Pskov och 1919 anslöt han sig till Sovjetunionens kommunistiska parti. Från 1920 deltog han i Polsk-Sovjetiska kriget.
Under sommaren 1922 utsågs Voronov till befälhavare för haubitsbatteriet vid 27:e artilleridivisionen. Under hösten 1923 genomgick han skolan för högre artilleribefälhavare och efter examen fortsatte att tjänstgöra vid den 27:e artilleridivisionen. År 1930 tog han examen vid akademin och blev chef för artilleriregementet i Moskvas 1:a artilleridivision.
Voronov befordrades till chef för Röda arméns artilleri 1937. Han började arbetet med att modernisera detta, och i slutet av juli 1938 fick han som en del av en särskild kommission för folkkommissariatet för försvarsfrågor testa stridsutbildning vid Fjärran Österns militärområde under slaget vid Khasansjön. I juni 1939 överfördes han till Khalkhyn Gol för att leda 1:a armégruppens artilleri under slaget om Khalkhin-Gol. För sina handlingar under striden  tilldelades han en andra röda fanans orden.
Voronov var chef för Sovjetunionens artilleri från 1937 till 1950 och blev övermarskalk av artilleriet 1944. Under andra världskriget var han befälhavare på Karelska näset och lanserade salvpjäsen, den s. k. Stalinorgeln, samt ledde artilleriet i slaget vid Stalingrad 1942-43.
I maj 1946 började Voronov inrättandet av Artilleriakademin. Han valdes också som ersättare i Sovjetunionens högsta sovjet. År 1950 avgick han från sin position och blev ordförande för Artilleriakademin med ansvarar för att utveckla strategiska kärnvapen. År 1953 utsågs han till chef för den militära artilleriakademinn i Leningrad och i oktober 1958 överfördes han av hälsoskäl till gruppen av inspektörer vid generalförsvarsministeriet, där han var kvar fram till sin död.
Voronov dog 1968 av en tumör och är begravd i Kremlmuren.